# 8791 Donyabradshaw
8791 Donyabradshaw este o planetă minoră (asteroid), cu un diametru de 5,077 km, din centura de asteroizi. A fost descoperită pe 7 noiembrie 1978 la Observatorul Palomar de Eleanor F. Helin. 
Obiectul prezintă o orbită caracterizată de o semiaxă mare de 2,6464887 UAi, o excentricitate de 0,22, o înclinație de 6,75257 ° în raport cu ecliptica.